# Čachrov
Čachrov (německy Tschachrau, dříve Czachrau) je městys v okrese Klatovy v Plzeňském kraji. Leží zhruba patnáct kilometrů jižně od Klatov. Leží v Šumavském podhůří (podcelek Svatoborská vrchovina, okrsek Velhartická hornatina), na rozvodí mezi Strážovským potokem (povodí Úhlavy) a říčkou Ostružnou (povodí Otavy). Čachrovským sedlem skrze městys probíhá silnice I/27, spojující Klatovy a Železnou Rudu. Obec má rozlohu 88,18 km² a sestává ze 13 částí městyse. Žije zde 512 obyvatel.

## Historie
První písemná zmínka o vesnici pochází z roku 1352.
Zámecký pivovar v Čachrově byl založen roku 1380 jako jeden z prvních pivovarů na Šumavě.

## Obyvatelstvo
| Rok            | 1869  | 1880  | 1890  | 1900  | 1910  | 1921  | 1930  | 1950 | 1961 | 1970 | 1980 | 1991 | 2001 | 2011 | 2021 |
| -------------- | ----- | ----- | ----- | ----- | ----- | ----- | ----- | ---- | ---- | ---- | ---- | ---- | ---- | ---- | ---- |
| Počet obyvatel | 3 647 | 3 877 | 3 499 | 3 256 | 3 357 | 3 322 | 2 931 | 995  | 895  | 745  | 670  | 577  | 538  | 511  | 472  |
| Počet domů     | 428   | 429   | 413   | 403   | 422   | 425   | 449   | 336  | 204  | 196  | 182  | 217  | 242  | 248  | 256  |

## Správa městyse
Od 10. října 2006 byl obci vrácen status městyse.

### Části městyse
Městys se skládá ze 13 částí. Vedle uvedených sídel je náleží k městysi též katastrální území zaniklé obce Zhůří (dnes v rámci místní části Javorná).
- Bradné
- Březí
- Čachrov
- Dobřemilice
- Chřepice
- Chvalšovice
- Javorná
- Jesení
- Kunkovice
- Onen Svět
- Předvojovice
- Svinná s místními částmi Hořejší, Střední a Dolejší Svinná
- Zahrádka

V letech 1850–1879 k městysi patřily i Hořákov a Rajské.
Osady a samoty
- Pohádka, Pozorka, Zahrádecký Mlýn, V Elektrárně, U Hajdrů, Zejbišský Dvůr, Svinná, Šukačka, Fišerův Dvůr, Lipplův Dvůr, Poschingrův Dvůr, Eisnerův Dvůr, Šimandlův Dvůr, Páteříkova Huť, Hamerské Údolí, Buchar, Gerlův Dvůr, Nový Brunst, Gerlova Huť.

K zaniklým osadám patří mimo jiné Zadní Šmauzy, Starý Brunst a Stará Huť.

### Symboly městyse
Znak a vlajka byly městysi uděleny rozhodnutím předsedy Poslanecké sněmovny Parlamentu České republiky dne 9. října 2007.

## Pamětihodnosti
- Tvrz Čachrov byla založena ve druhé polovině čtrnáctého století. Nejprve patřila Kanickým z Čachrova a později byla součástí velhartického panství. Koncem první poloviny šestnáctého století se znovu stala centrem samostatného statku a byla renesančně rozšířena. Na počátku osmnáctého století byl ke tvrzi přistavěn barokní zámek, zbořený v sedmdesátých letech dvacátého století.[4]
- Venkovský dům čp. 30 (kupecký) se špejchárkem
- Kostel svatého Václava
- Hrobka rodu Kordíků

## Galerie

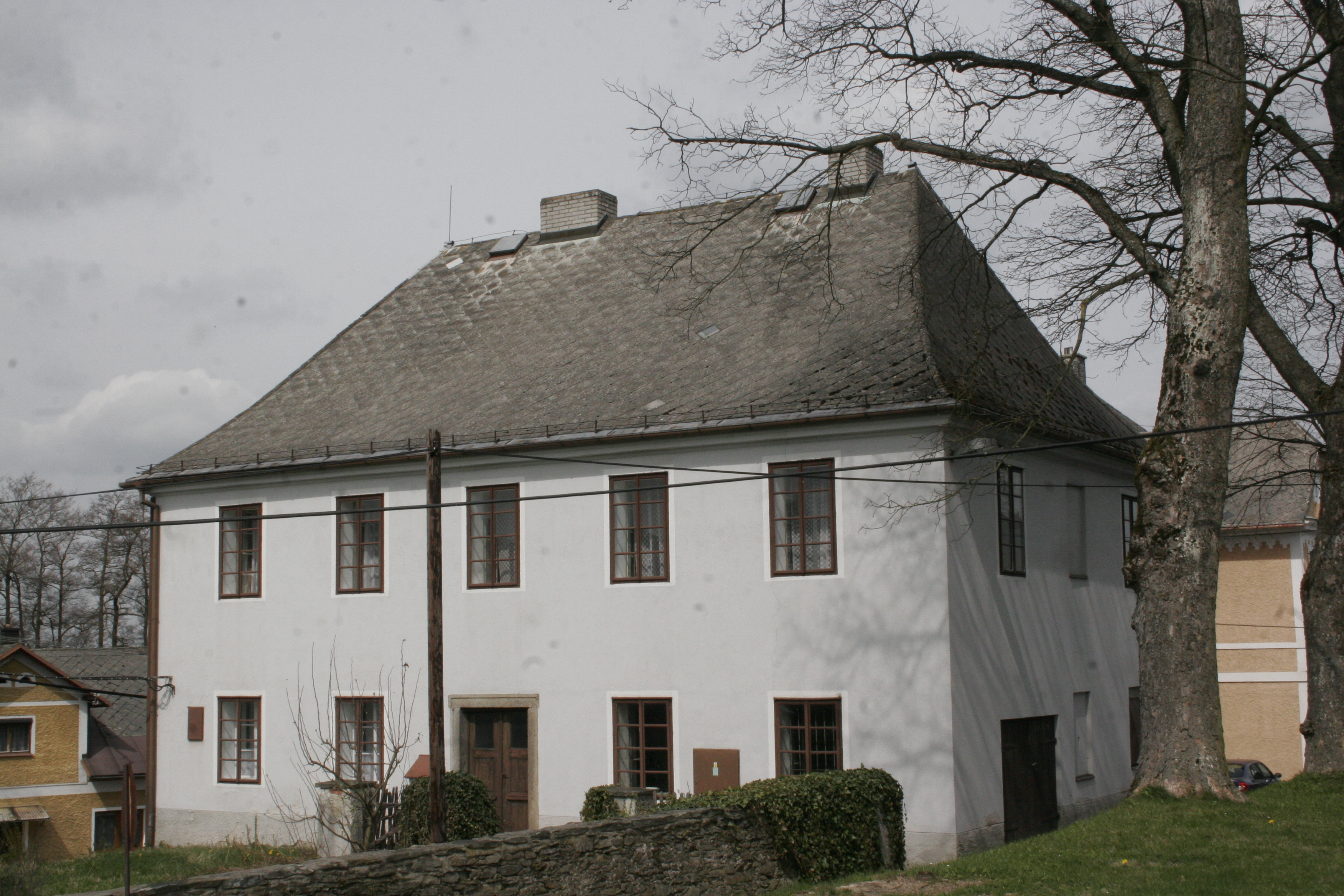
Místní fara
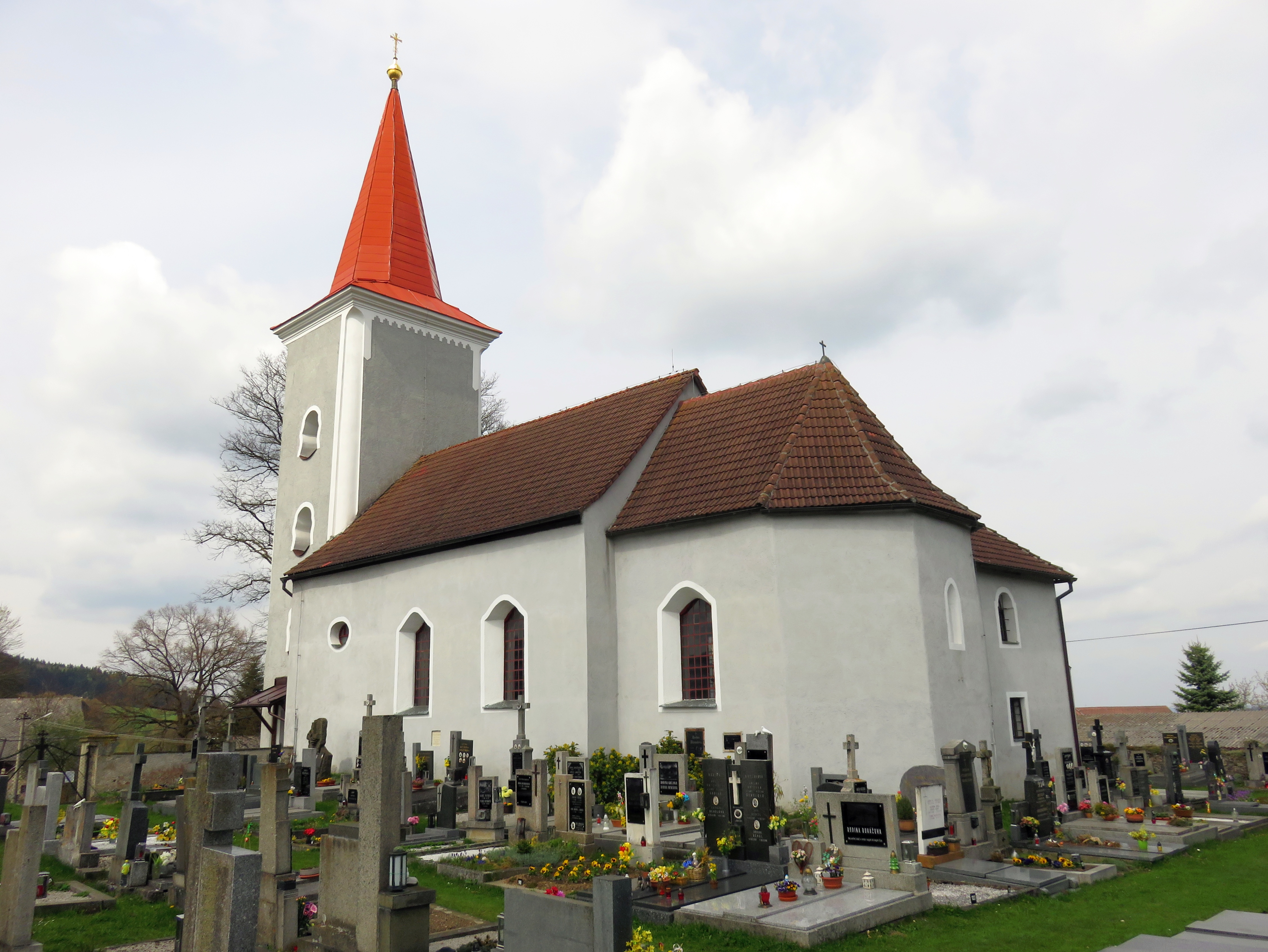
Kostel svatého Václava
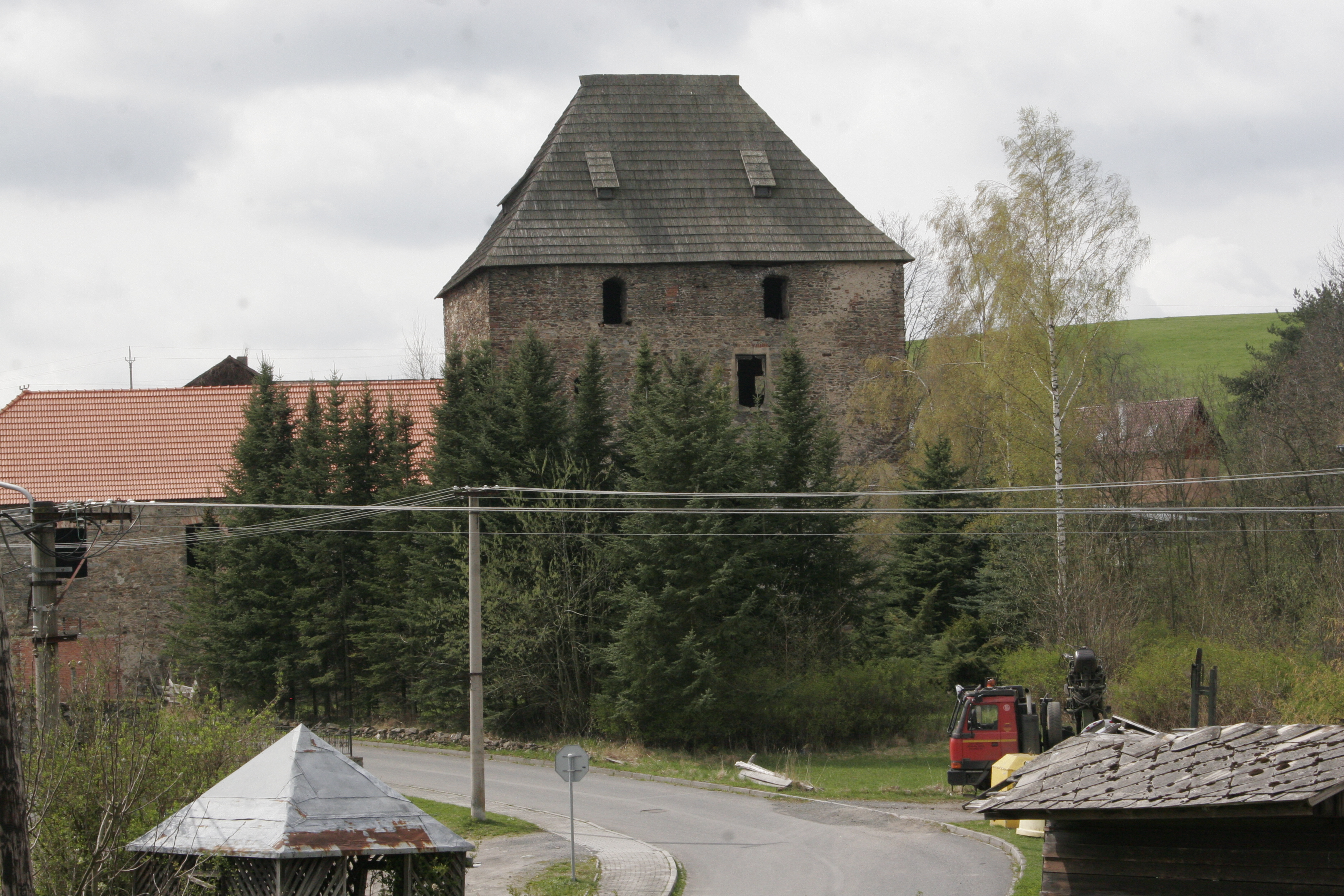
Věž tvrze